# イジェヴァン
イジェヴァン（アルメニア語: Իջևան、英: Ijevan）は、アルメニアのタヴシュ地方北部にある都市。同地方の中心都市である。古くはイスティブラグ（Istibulagh）、カラヴァンサラ（Karavansara）とも呼ばれた。イジェヴァン、カラヴァンサラともに「隊商宿」という意味で、それがアルメニア語かペルシャ語かの違いである。
首都エレバンから北東に137km、エレバンとトビリシを結ぶ幹線道路上にある。鉄道駅は1870年に開業した。イジェヴァン山地とナルテケト山地に抱かれ、付近にはアグスタファ川が流れる。2009年時点の人口は2万500人で、タヴシュ地方では最も多い。現市長のヴァルジャン・ネルシシャンが定数15の市議会と共に市政を運営している。

## 歴史
今日のイジェヴァン一帯には古くから人が住んでいたことが判っている。現在の市立病院の近くには石器時代の集団墓地があり、アグスタファ川の左岸には青銅器時代後期の墓地跡がある。伝承によると、約2000年前にアルメニア王アルタヴァスデス1世が建設した街がイジェヴァンの源である。王は美女と男前を集め、結婚させこの街に住まわせた。
レバントと北コーカサスを結ぶ交易の要衝にあったため、この地域にはキャラバンのための宿泊所や大旅館が軒を連ねた。アグスタファ河岸には「ハマム・ジャラ」と呼ばれる中世の隊商宿の跡地がある。ペルシャに支配されていた1780年代に街はカラヴァンサラ村として組織された。1801年にはグルジアやロリ地方と共にロシア帝国領となった。パーヴェル1世のときにアグスタファ川の谷あいへの移住が許されると、カラバフ地方からおよそ6000家族がカラヴァンサラ村周辺に移り住んだ。街の名がカラヴァンサラからイジェヴァンに改称されたのは、アルメニア独立後の1919年のことであった。
1920年11月29日には北からソビエト連邦の赤軍が攻め入り、アルメニアで最初にソ連に制圧された都市となった。
1970年に都市型集落になった。

## 地理
アグスタファ川の標高755m付近に築かれている。周りは鬱蒼とした森に覆われた山々が囲っており、一部はツンドラになっている。年間平均気温は10.6℃で、1月の平均気温は0℃、7月の平均気温は21.3℃。また、史上最高気温は37℃で、史上最低気温は-23℃である。年間降水量は562mm。街の入口にはスピタク湖という小さな湖がある。

## 経済
ソビエト時代、イジェヴァンは木材加工やカーペット製造などでめざましい経済発展を遂げた。街のカーペット工場はコーカサス地方最大、ソ連全土でも3番目の規模を誇ったが、ソ連崩壊とアルメニア国内の経済危機でこれらの企業はたちまち倒産した。
現在、街には小規模な食品加工・製造工場と機械工場があるが、一番大きな企業は「IJEVAN」と書かれた大きな塔を街の入口に建てたイジェヴァン・ワイン工場である。ワイン工場は1976年に操業を開始し、ザクロからつくったワインで知られる。また、ローカルテレビ局が1局とそのテレビ局が独自に発行する地元紙がある 
。
失業率は高い傾向にある。

## 教育と文化
1994年にエレバン国立大学の分校が設立されて以来、およそ700人の学生が応用数学、物理学、アルメニア語、文学、歴史学、教育学、心理学を学んでいる。街にはこの他にも公立学校が6校と幼稚園が3園ある。
1985年から90年にかけて、イジェヴァンでは彫刻の年次シンポジウムが開かれ、世界各地から多くの彫刻家が集まった。この影響から、地元の住民らが「100体の彫刻の街」プロジェクトを立ち上げた。現在、街の中心部には116体の彫刻作品が置かれている。
最近では1999年に小さな民俗博物館が営業を再開し、2003年には美術館が改装された。
街の南部にはスルブ・ホヴァネス教会がある。

## 観光

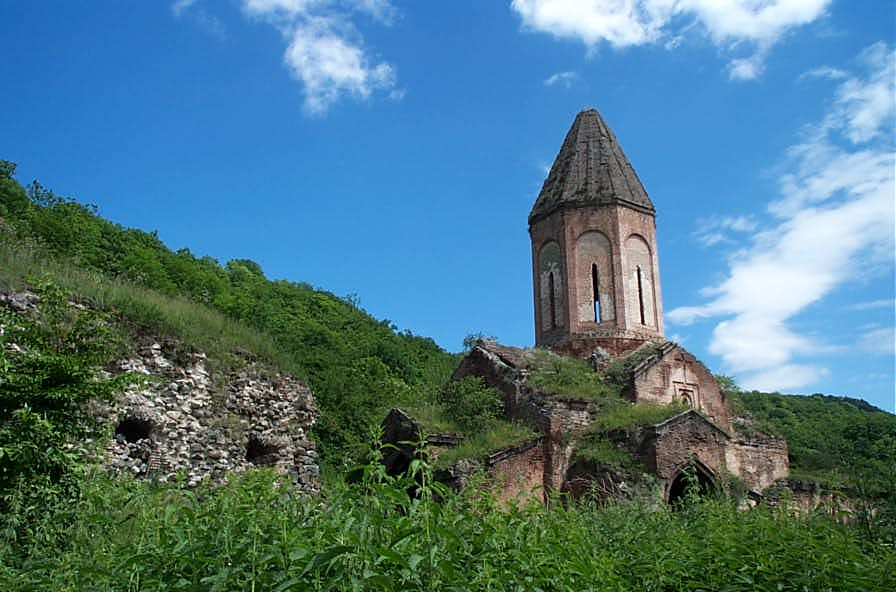
キランツ修道院

深い森と高い山に抱かれたイジェヴァンは、林間リゾート地になっている。1969年には街を通る幹線道路の北側に200台のベッドを備えた高層ホテルがオープンした。一帯にはアルメニア様式の歴史的建造物がいくつかある。
- マカラヴァンク修道院 - イジェヴァンから北へ16kmのアチャジュール村にある10世紀の修道院。村より高いところに築かれた紫と緑の石造りの建物は人気が高い。
- アラケロツ修道院 - イジェヴァンから北へ数キロ行ったところにあるキランツ村にある13世紀の修道院。
- キランツ修道院 - イジェヴァンから北へ10kmのところにある8世紀の修道院。
- イジェヴァンの南方数キロのガンザカル村にある修道院。

景勝地としてはイジェヴァン北方のイェノカヴァン村近くにあるイェノカヴァン峡谷が挙げられる。峡谷は美しい断崖、洞窟、森、川、滝が特徴。このうち「アナパトの洞窟」と呼ばれる穴には古いキリスト教のユニークな彫刻が施されている。峡谷には小さな宿泊施設と近代的なリゾートが備わっている。

## スポーツ
イジェヴァンにはアルナル・スタジアムという観客全員が座って観戦できるようになっているスポーツ施設が2007年に完成した。2008年にはこのスタジアムでアルメニア独立カップの決勝戦が行われた。首都エレバン以外で決勝戦が行われたのは史上初めてで、かつ2010年現在この一度だけである。かつてはFCベントニト・イジェヴァンというサッカークラブがあったが、2007年に解散した。

## 姉妹都市
- ヴァランス（フランス）